# 24988 Alainmilsztajn
24988 Alainmilsztajn este un asteroid din centura principală de asteroizi.

## Descriere
24988 Alainmilsztajn este un asteroid din centura principală de asteroizi. A fost descoperit pe 19 iunie 1998 la Caussols în cadrul programului ODAS. Asteroidul prezintă o orbită caracterizată de o semiaxă mare de 2,41 ua, o excentricitate de 0,14 și o înclinație de 4,7° în raport cu ecliptica.